# Alopecosa zaisanica
Espèce
Alopecosa zaisanica est une espèce d'araignées aranéomorphes de la famille des Lycosidae.

## Distribution
Cette espèce est endémique du Kazakhstan-Oriental au Kazakhstan,. Elle se rencontre vers Zaïssan.

## Description
Le mâle holotype mesure 9,8 mm.

## Systématique et taxinomie
Cette espèce a été décrite par Esyunin, Kabdrakhimov et Efimik en 2024.

## Étymologie
Son nom d'espèce lui a été donné en référence au lieu de sa découverte, Zaïssan.

## Publication originale
- Esyunin, Kabdrakhimov & Efimik, 2024 : « On the spiders (Aranei) collected by D.E. Kharitonov's expedition to Lake Zaisan, East Kazakhstan Area. » Arthropoda Selecta, vol. 33, no 1, p. 129-148.